# 高山市立宮中学校
高山市立宮中学校（たかやましりつ みやちゅうがっこう）は、岐阜県高山市にある公立中学校。

## 概要
- 通学区域は一之宮町（旧・宮村）である。

## 沿革
- 1947年（昭和22年）4月 - 宮村立宮中学校として開校する。宮小学校の校舎の一部を仮校舎とする。
- 1951年（昭和26年）1月26日 - 現在地に新築移転。（木造2階建て）
- 2005年（平成17年）2月1日 - 宮村が高山市に編入される。同時に高山市立宮中学校に改称する。
- 2011年（平成23年） - 現在の校舎（木造2階建て）及び屋内運動場が完成する。
- 2024年（令和6年）4月10日 - 分教室として高山市学びの多様化教室「にじ色」が設置され、スタートセレモニーが行われる[1]。

## 高山市学びの多様化教室「にじ色」
高山市が設置する学びの多様化学校であり、宮中学校の分教室である。

### 概要
- 高山市の不登校特例教室として設置が計画され[3][4]、2024年（令和6年）4月に高山市学びの多様化教室「にじ色」として設置[1][5]。
- 所在地は岐阜県高山市一之宮町3215番地5[6]。建物は旧・一之宮保健センターを改修している[2]。
- 教科ごとの学習室（Global（社会・英語教室）、Earth（数学・理科教室）、Logic（国語教室））の他、個別学習室、相談室、図書コーナー、リラックススペース、プレイスペースなどが設置されている[6]。
- 中学生が対象で定員は15人程度[6]。高山市以外の飛騨地域（飛騨市、下呂市、大野郡白川村）の生徒も受け入れる。